# Estadio Gaspar Mass
El Estadio Gaspar Mass es un estadio de fútbol americano en San Nicolás de los Garza, Nuevo León, México. Es usado principalmente para partidos de fútbol americano y es la casa de los Auténticos Tigres de la UANL. Tiene capacidad para 16,000 personas.
Se encuentra dentro de la Ciudad Universitaria de la UANL, al oeste de la Facultad de Organización Deportiva y al norte del Polideportivo de la Facultad de Ingeniera Mecánica y Eléctrica

## Historia
El estadio fue inaugurado el 24 de agosto de 1979. Originalmente tenía una capacidad de 10,000. Se nombró en honor de Gaspar Mass Martínez ( 1916 – 1999 ), considerado "uno de los pioneros del fútbol americano en Nuevo León" y entrenador de varios equipos diferentes de UANL a lo largo de los años. En 2005, la capacidad del estadio se amplió a 16,000 con la adición de asientos en la zona del extremo sur, un proyecto que costó 11 millones de pesos. Las renovaciones tuvieron lugar antes de la Universiada Nacional en 2015, un evento organizado por la UANL, que agregó una iluminación mejorada y una nueva superficie de césped artificial.